# Arhansus
Arhansus is een gemeente in het Franse departement Pyrénées-Atlantiques (regio Nouvelle-Aquitaine) en telt 74 inwoners (2009). De plaats maakt deel uit van het arrondissement Bayonne.

## Geografie
De oppervlakte van Arhansus bedraagt 5,4 km², de bevolkingsdichtheid is dus 13,7 inwoners per km².
De onderstaande kaart toont de ligging van Arhansus met de belangrijkste infrastructuur en aangrenzende gemeenten.

## Demografie
Onderstaande figuur toont het verloop van het inwonertal (bron: INSEE-tellingen).